# Allée d'artistes
L'Allée d'artistes est une allée privée comprenant une vingtaine d'ateliers d'artistes, située dans le quartier du Parc-de-Montsouris du 14e arrondissement de Paris. Son statut juridique est celui d'une copropriété.
Bordée par un espace vert sur 100 m de long, cette allée a été inscrite partiellement au titre des monuments historiques en 2016.
Elle présente des aspects remarquables du double point de vue de sa diversité végétale et du caractère de ses bâtiments. Son aspect est resté inchangé depuis la date de sa construction en 1901.
À l'origine les ateliers étaient exclusivement des lieux de travail pour peintres et sculpteurs.
De nombreuses personnalités artistiques y ont vécu et travaillé.

## Situation
Située dans le quartier du Parc-de-Montsouris du 14e arrondissement de Paris, cette allée privée est desservie par un passage sous immeuble au 83 rue de la Tombe-Issoire.
Elle occupe une parcelle en lanière Ouest/Est en cœur d'îlot, entre un immeuble sur rue et une maison/atelier de sculpteur en fond de parcelle.  
Le bâtiment est conçu comme destiné aux artistes, avec de grandes ouvertures vitrées exposées au Nord. C’est une copropriété d'une vingtaine d'ateliers mitoyens et superposés, en bande sur deux niveaux (à grande hauteur d'étage), desservis par quatre cages d'escaliers. La construction est en ossature bois et remplissage briques de Vaugirard (briqueterie de Gournay à Vitry-sur-Seine). Les baies sont closes de menuiseries vitrées en fer T. Certaines poutres portent des marques des compagnons.
Desservi par un espace vert protégé sur 100 m de long, l’ensemble a été inscrit au titre des monuments historiques en 2016 pour les façades et toitures, les parties communes (les quatre escaliers avec leur vestibule d’entrée et le palier du premier étage), la remise à vélos, le sol de la parcelle.
Copropriété privée, elle n'est pas ouverte au public.

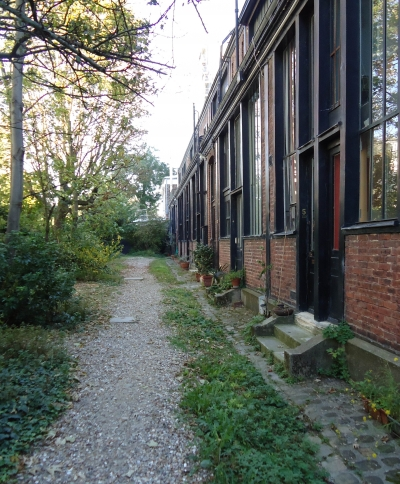
Allée La Tombe-Issoire

## Historique et nom
La cité d'artistes a été lotie et bâtie par Monsieur Tissot, propriétaire privé, sur une parcelle en longueur qui lui appartenait en 1901. L'architecte en est Gustave Poirier, architecte actif à Paris entre 1894 et 1905. Il est l’auteur d’une dizaine d’immeubles  dans le 14e arrondissement.
En 1900, le futur propriétaire, Monsieur Tissot, possédait à cet endroit une écurie sur un terrain de 1 200 mètres carrés située sur une partie des anciennes carrières. C'est le 25 février 1901 qu'il demande l’autorisation à la préfecture de  construire « un bâtiment à usage d’ateliers d’artistes élevé sur terre-plein, d’un rez-de-chaussée et un étage carré » sur sa propriété.
Les matériaux sont en partie issus de la récupération de matériaux de l'Exposition universelle de 1900.
Les loyers perçus par Monsieur Tissot sont modestes et les artistes ne pouvant payer leur terme paieront en œuvres d’art.
À l'origine, les ateliers devaient être exclusivement des lieux de travail pour peintres et sculpteurs. Au cours du temps, ils sont également devenus des lieux d'habitations.
Contrairement à d'autres cités d'artistes, cette allée n'a pas formellement de nom. Certains l'appellent « La Tombe-Issoire », « La Cour », « La Cité d'artistes » ou plus communément « Le 83 ».

## Bâtiments remarquables et lieux de mémoire
Les façades et toitures du bâtiment ainsi que le sol de la parcelle (situés sur la parcelle n° 20), sont inscrits au titre des monuments historiques par arrêté du 27 septembre 2016.
Cette cité a abrité de nombreux artistes (peintres, sculpteurs, architectes) et en accueille aujourd'hui encore. Thomas Dufresne, artiste peintre et historien, en a établi une liste à partir des archives, des catalogues des salons de peintures et sculptures parisiens, des biographies d'artistes, du Bénézit, des annuaires d'art, des Bottin, des articles de la Revue d'histoire du 14e arrondissement, des fonds d'archives et de plusieurs ouvrages sur le Montparnasse des artistes.
Parmi les nombreuses personnalités artistiques qui y ont résidé, on peut distinguer les premiers occupants, les artistes qui arrivent entre 1940 et 1970, et ceux qui s'installent après 1970.

### Les premiers occupants des ateliers

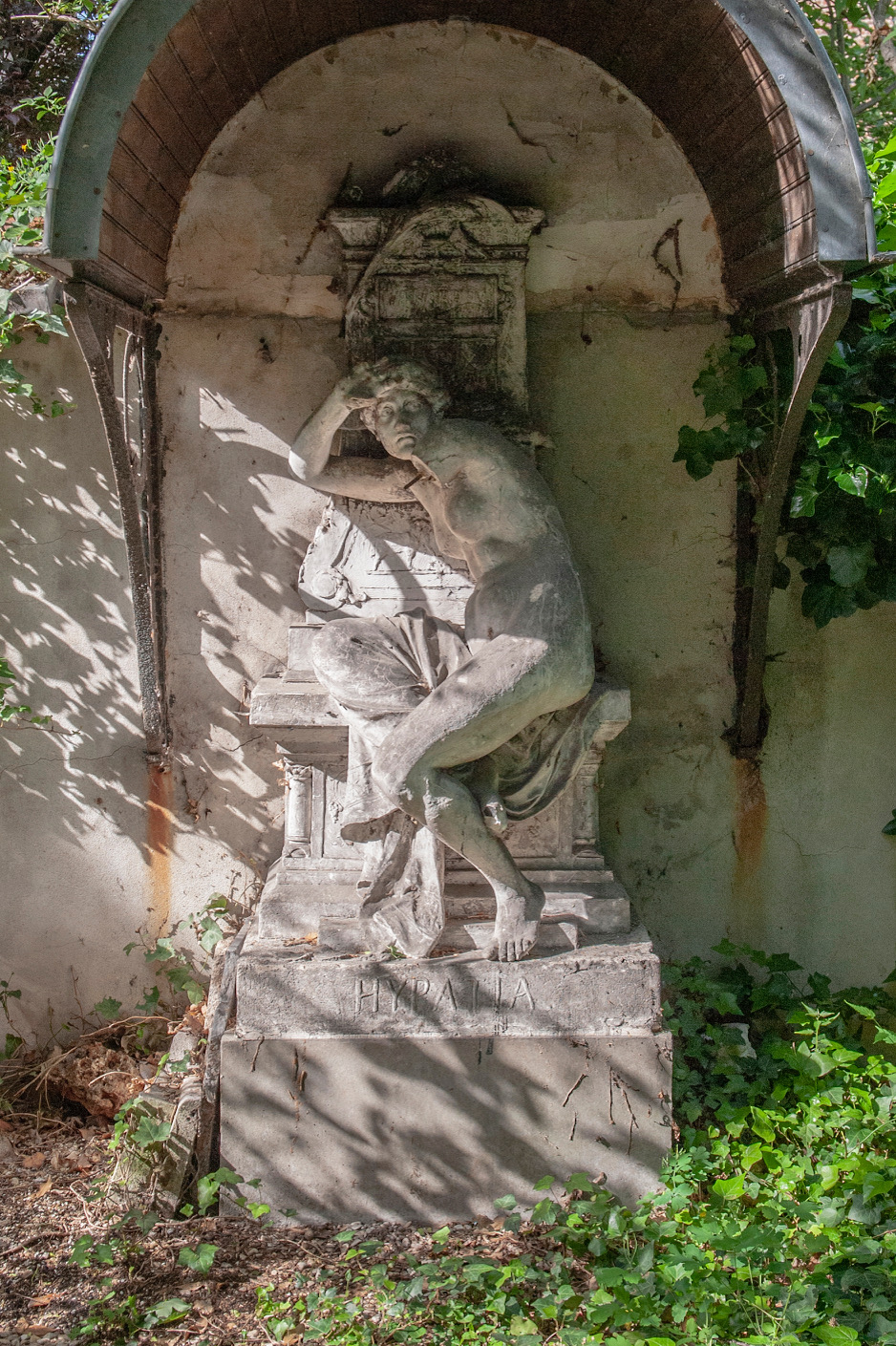
Hypatia, signé E. Picault

- William Barbotin (1861-1931), graveur
- Ernest Dagonet (1856-1926), sculpteur
- Léon Deschamps (1860-1928), sculpteur
- Charles Fouqueray (1869-1956), peintre
- Auguste Gorguet (1862-1927), peintre, est décédé dans cet atelier[11]
- Jean-Pierre Gras (1879-1964), sculpteur
- Marcel Lenoir (1872-1931), peintre
- Jean-Denis Malclès (1912-2002), peintre, affichiste et décorateur
- Bernard Pfriem (1916-1996), peintre
- Émile Picault (1833-1915), sculpteur, dont une sculpture Hypatia, exposée au Salon des artistes français, est toujours en place dans le jardin
- Jules Scalbert (1851-1928), peintre
- Paul Chmaroff (1874-1950), peintre
- Toti Scialoja (1914-1998), peintre
- Pierre Henri Ecole[12] (1909-2005), restaurateur et peintre[6], réside de 1935 à 2005 dans l'allée. Il expose à la Société nationale des beaux-arts entre 1937 et 1948 ; à partir de 1999, sur la Péniche Six-Huit, puis à la galerie Les Tournesols à Sidi Bou Saïd (Tunisie)[13]).

### Les années 1940-1970
- Georges Jouve (1910-1964), sculpteur, céramiste, habitait la cité, vraisemblablement depuis les années 1940[6]
- Émile Morlaix (1909-1990), sculpteur, prix de Rome, y a vécu jusqu’à sa mort. Il est arrivé après le départ de Jouve
- Maurice Prost (1894-1967), sculpteur animalier, habitait la cité jusqu’en 1967[6]. En 1937, pour l’Exposition internationale des arts et techniques, il réalise deux Pégases de plus de 4 mètres de hauteur destinés à la passerelle de l'Alma[14]. Pour cela, il déménage son atelier au 83 rue de la Tombe-Issoire. Son voisin est le céramiste Jouve
- Mario Ruspoli (1925-1986), cinéaste, inventeur avec Jean Rouch du cinéma direct, préhistorien et entomologiste[7]. Il a habité l'allée dès les années 1950.
- Simone Mallan, dessinatrice et Michel Duborgel (1907-1980), écrivain, résidaient dans cette allée dans les années 1960[15],[6]
- Raymond Peynet (1908-1999), dessinateur humoristique français, célèbre pour avoir créé en 1942 le couple d’amoureux qu’il a dessiné sur de nombreux supports, avait son atelier dans l'allée entre 1956 et 1970
- René Fontayne (1892-1952), peintre, a résidé dans ce lieu
- Michel Holley (1924-2022), architecte, habite la cité jusqu’en 1956. En 1957, Il participe, sous la direction de Raymond Lopez, à l'élaboration d'une enquête sur les rénovations urbaines qui servira de fondement aux grandes opérations d’urbanisme des années 1960 et 1970 de Paris. Responsable du projet Front-de-Seine, dans le 15e arrondissement, il y applique son principe de « zoning vertical »
- André Lefèvre-Devaux (1921-2010), architecte. Son œuvre est distinguée par le Label Patrimoine du XXème siècle[16].
- Henri-Pierre Maillard (1924-2011), architecte, y a eu son agence dans les années 1960[17]
- Maurice Mourlot (1906-1983), peintre, lithographe, graveur et dessinateur français, arrive en 1968 dans l’atelier du 83 rue de la Tombe-Issoire à Paris, où il meurt en 1983. Son ami Jean-Pierre Hammer lui y succédera
- Francis Guinard (1913-1996), sculpteur, résida dans la cité jusqu'en 1955. Son œuvre est récompensée au Salon des artistes français en 1939 par une médaille d’argent et en 1947 par un second Grand Prix de Rome. À son retour de captivité, il s'installe à Paris dans cette allée jusqu'en 1955, où il décide de quitter Paris pour Languédias, en Bretagne
- Francis Harburger (1905-1998), artiste peintre, arrive dans l'allée en 1956. Membre de la Société historique du 14e, il participe activement à la vie locale. Il est candidat aux élections municipales de 1983 et 1989 sur la liste des Verts pour Paris[18]. Il a peint une centaine de paysages de Paris et en particulier du quartier, de ses rues, ses toits et ses vieilles façades, témoignages d'un Paris aujourd’hui disparu[19]. En 2015 est paru le Catalogue raisonné de son œuvre peint[20]
- Georges Dominique Zezzos (1883-1959), peintre et restaurateur des musées nationaux, avait son atelier dans cette allée[10]. Né à Venise, Georges Zezzos était le neveu d'Alexandre Zezzos, peintre et aquarelliste italien. À Paris, il expose à la Société nationale des beaux-arts et, à partir de 1907, au Salon des indépendants, au Salon des Tuileries, ainsi qu'à Florence, Milan et Turin.

### Après 1970
- Jacques Dufresne (1922-2014), sculpteur, habite la cité à partir de 1970 et jusqu’à sa mort[21]. Il est le fils de Charles Dufresne (1876-1938), peintre, graveur et sculpteur français. Son fils Thomas Dufresne (né en 1958) artiste peintre et historien, lui succède dans l'atelier jusqu'en 2015[8]
- Rudolf Büchi (1926-2002), peintre et sculpteur suisse, prend en 1966 le pseudonyme de Damaro[22]. Après des études artistiques parisiennes (Beaux-Arts, Académie de la Grande Chaumière), il fait une exposition à Paris en 1957 "Réalités nouvelles". À cette époque il fait la connaissance de Diego Giacometti. Il acquiert un atelier dans l'allée dans les années 1960.
- Maryse Eloy (1930-2020) artiste peintre[7], fondatrice de l'École d'art Maryse Eloy en 1981, a habité la cité à partir des années 1970[23]
- Jean Barluet (1908-2004), peintre et céramiste, a habité et travaillé dans un atelier de l'allée[24]. Après des études aux Beaux-Arts et à l’École des arts décoratifs, il commence son parcours d’artiste comme peintre, dessinateur et modéliste dans la veine figurative de l’École de Paris. Dans les années 1930, il fait la connaissance de Jacques Grüber, maître-verrier, de son fils Francis Gruber, et d'Alberto et Diego Giacometti, avec qui il travaille. Après-guerre, il pratique la céramique. Il se consacre à la peinture à partir des années 1960, avec un tournant vers l’abstraction. En 1970, il dispose d'un deuxième atelier dans l'allée.
- Iris Alter (née en 1955), artiste peintre et chanteuse, a son atelier dans l'allée entre 2003 et 2017[25].
- Jim Haynes (1933 -2021), né à Haynesville, en Louisiane. Journaliste, enseignant et écrivain américain. Il fut, pendant les années 1960-1970, l'un des principaux animateurs de la scène alternative européenne. Il arrive à Paris en 1969[7].

## Aujourd’hui

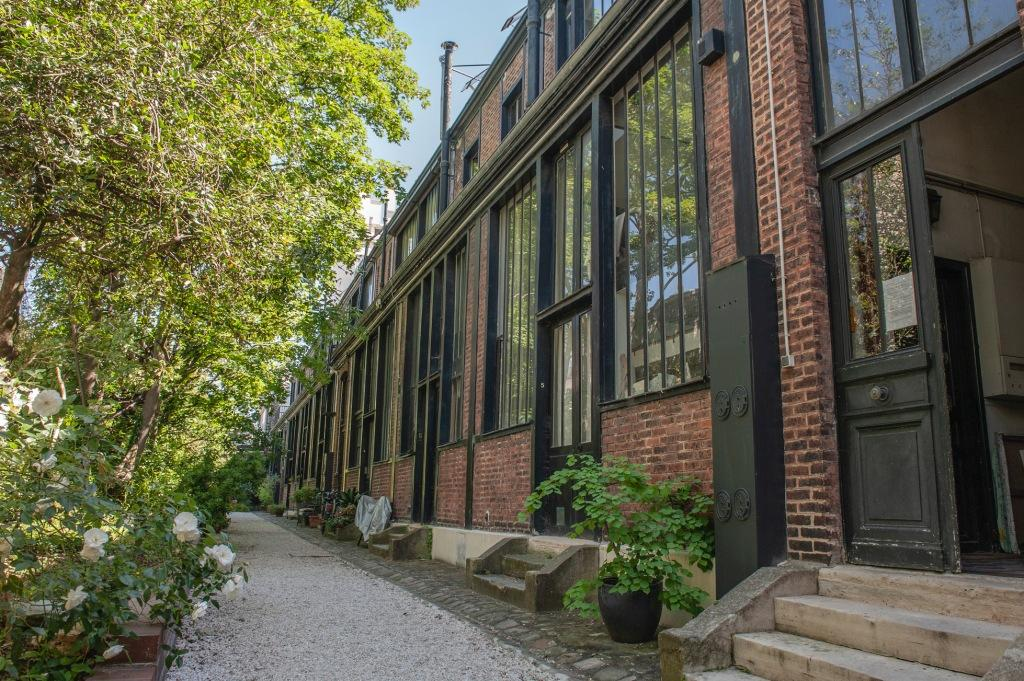
L'allée en 2020

Cette allée compte une vingtaine d'ateliers de toutes tailles. Les parties communes sont sous le statut de la copropriété. Les résidents sont chacun propriétaire de leur atelier.
À la différence d'autres cités d'artistes, cette allée n'est pas ouverte au public. Seuls les résidents et leurs invités y ont accès.
Parmi les propriétaires actuels on compte des descendants d'artistes, ainsi que plusieurs artistes, en particulier  Clara DeLamater, artiste sculpteur, qui a réalisé plusieurs commandes publiques dont, en 1987, le buste du Président François Mitterrand, en 1995, le buste du général de Gaulle à Issy-les-Moulineaux. Elle enseigne la sculpture et le dessin à l’Université Américaine de Paris. Elle a obtenu en 1989, le premier prix du portrait Paul-Louis Weiller de l’Académie des beaux-arts, qui lui a été remis à l'Institut de France. Elle a son atelier dans l'allée depuis les années 1990. Jean-Pierre Hammer (né en 1927), universitaire, poète, peintre, acquiert l’atelier de Maurice Mourlot en 1983. Jean-Charles Yaïch (né en 1948), artiste plasticien, a son atelier dans l'allée depuis 2018. Jean Pierre Rémond, lithographe.

## Filmographie
- 2015 : Dans les coulisses du Paris Rive-Gauche, documentaire de Laurent Lefebvre[33], 52min
- 1987 : Un village dans Paris, documentaire de Jean-Noël Rey
- 1991 : Les sept collines de Paris[34], documentaire de Christian Bussy